# Style gingerbread

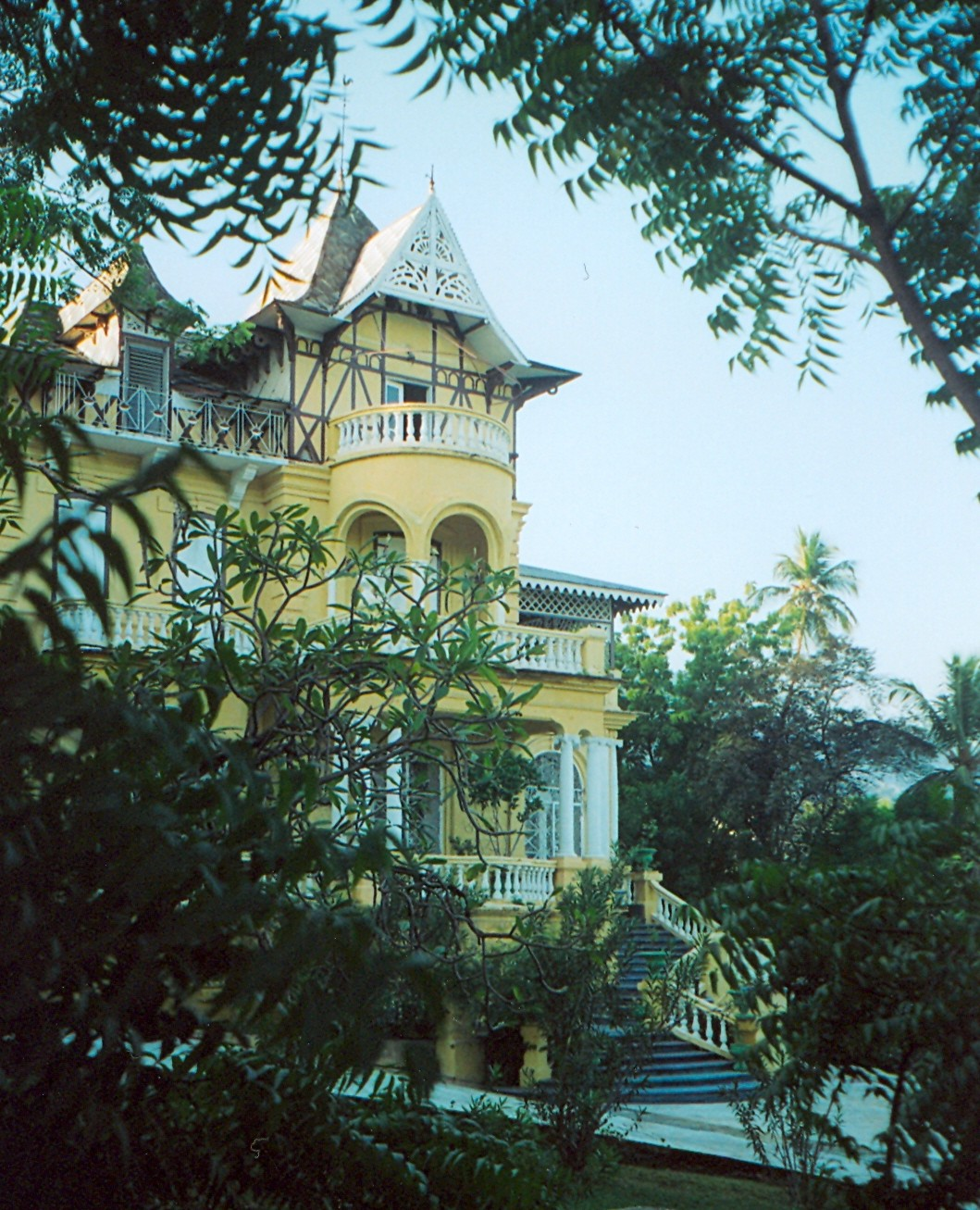
Exemple de maison dans le style gingerbread à Port-au-Prince.

Le style gingerbread (« pain d’épices » en anglais) est un style architectural qui se rencontre dans des constructions en Haïti pendant le premier quart du XXe siècle.
Propre à Haïti, le style gingerbread s’inscrit cependant dans des mouvements architecturaux internationaux : héritier de l’éclectisme du XIXe siècle, proche des tendances architecturales régionalistes en Europe, notamment dans l’architecture balnéaire et thermale en France, en Suisse et Belgique, le style gingerbread évoque certains aspects du style victorien que l’on retrouve sous diverses formes dans la Caraïbe.
D’un point de vue technique, les maisons gingerbread sont généralement construites en bois.
Ce patrimoine architectural spécifique à Haïti est aujourd’hui gravement menacé : le vieillissement naturel du bois, les intempéries, le coût élevé des restaurations et des réfections sont autant d’éléments peu favorables à la survie de cet ensemble monumental.